# Telekom Dome
La Telekom Dome è una arena polivalente situata nella città di Bonn.
I lavori per l'Arena iniziarono il 12 febbraio 2007, e venne aperta l'11 luglio 2008. Al suo interno si svolgono anche manifestazioni culturali, eventi e concerti.